# 中华人民共和国省部级单位列表
本列表列举中华人民共和国的省部级单位。
当前，中华人民共和国至少有正省部级机构268个，副省部级机构331个。解放军和武警部队另有正战区级机构14个、副战区级机构52个。综上所述，中华人民共和国省部级（含战区级）单位至少有665个。
根据《中华人民共和国公务员法》等规定，“省部级”包括省部级正职（简称“正省级”、“正部级”）、省部级副职（简称“副省级”、“副部级”）。《中国共产党机构编制工作条例》第五条第二款第四项规定，中央一级副部级以上各类机构的职能配置、内设机构和人员编制规定（简称“三定”规定）由中央机构编制委员会审定。”中央编办政策法规局主编的《〈中国共产党机构编制工作条例〉释义》指出，中央编委主要是对中央一级副部级以上机构的“三定”规定进行审定，具体包括中央一级中国共产党的机关、全国人大机关、国务院各部（委、办、局）机关、全国政协机关、国家监委机关、最高人民法院机关、最高人民检察院机关、中央一级各民主党派机关、中央一级群团机关和中共中央、国务院直属（所属）事业单位以及部门代管或管理的副部级事业单位:38-48。
以下机构（单位）如无特别注明，均为正省部级单位。

## 中共中央直属机关
根据《中国共产党中央委员会工作条例》第二条的规定，中国共产党全国代表大会和它所产生的中国共产党中央委员会（简称“中共中央”，正国级），是中国共产党的最高领导机关。在全国代表大会闭会期间，中央委员会领导党的全部工作，对外代表中国共产党。该条例第十四条规定，中央委员会全体会议闭会期间，中央委员会的职权由中国共产党中央政治局（简称“中共中央政治局”）和中国共产党中央政治局常务委员会（简称“中共中央政治局常委会”）行使。
该条例第十三条规定，中共中央设立设立若干工作机关，在中共中央领导下，主管或者办理中央相关工作。根据《中国共产党工作机关条例（试行）》第二条的规定，中共中央工作机关主要包括办公厅、职能部门、办事机构和派出机关。该条例第三条则规定，中共中央直属事业单位、设在中共中央工作机关或者由中共中央工作机关管理的机关，参照该条例执行，法律法规和中央另有规定的除外。

### 中共中央工作机关
- 中国共产党中央委员会办公厅[註 3]

#### 中共中央职能部门
- 中国共产党中央委员会组织部[註 3]
- 中国共产党中央委员会宣传部[註 3]
- 中国共产党中央委员会统一战线工作部[註 3]
- 中国共产党中央委员会对外联络部
- 中国共产党中央委员会社会工作部
- 中国共产党中央委员会政法委员会[註 3]

（中央组织部保留国家公务员局牌子。中央宣传部加挂国务院新闻办公室、国家新闻出版署（国家版权局）、国家电影局牌子。中央统一战线工作部保留国务院侨务办公室和国家宗教事务局牌子。）

#### 中共中央办事机构
- 中国共产党中央委员会政策研究室
- 中央国家安全委员会办公室[註 3]
- 中央网络安全和信息化委员会办公室
- 中央军民融合发展委员会办公室[註 3]
- 中共中央港澳工作办公室
- 中共中央台湾工作办公室
- 中央财经委员会办公室[註 3]
- 中央外事工作委员会办公室[註 3]
- 中央机构编制委员会办公室
- 中央金融委员会办公室[註 3]

（中央政策研究室加挂中央全面深化改革委员会办公室牌子。中央全面依法治国委员会办公室设在司法部。中央审计委员会办公室设在审计署。中央教育工作领导小组秘书组设在教育部。中央网络安全和信息化委员会办公室与国家互联网信息办公室一个机构两块牌子。中共中央台湾工作办公室与国务院台湾事务办公室一个机构两块牌子。中央机构编制委员会办公室接受中央组织部统一领导。中央金融委员会办公室与中央金融工作委员会合署办公。中央科技委员会办公室设在科技部。）

#### 中共中央派出机关
- 中国共产党中央委员会中央和国家机关工作委员会[註 3]
- 中国共产党中央委员会香港工作委员会
- 中国共产党中央委员会澳门工作委员会
- 中央人民政府驻香港特别行政区维护国家安全公署（副部级）

（中共中央金融工作委员会与中央金融委员会办公室合署办公。中共中央香港工作委员会与中央人民政府驻香港特别行政区联络办公室，中共中央澳门工作委员会与中央人民政府驻澳门特别行政区联络办公室，一个机构两块牌子，列入中共中央直属机关序列。中央人民政府驻香港特别行政区维护国家安全公署，列入中共中央直属机关序列。）

### 中共中央直属事业单位
- 中共中央党校
- 中国共产党中央委员会党史和文献研究院
- 《人民日报》社
- 《求是》杂志社（副部级）
- 《光明日报》社（副部级）
- 中央社会主义学院（副部级）[註 3]

（中共中央党校与国家行政学院，一个机构两块牌子。中共中央党史和文献研究院加挂中共中央编译局牌子。）

### 中共中央直属机关的下属机构
- 中央档案馆（副部级），由中央办公厅管理
- 中央保密委员会办公室（副部级），由中央办公厅管理
- 中央密码工作领导小组办公室（副部级），由中央办公厅管理
- 中共中央直属机关事务管理局（副部级），由中央办公厅管理

（中央档案馆与国家档案局、中央保密委员会办公室与国家保密局、中央密码工作领导小组办公室与国家密码管理局，一个机构两块牌子）

### 中共中央直属机关所属机构

#### 中共中央办公厅内设机构
- 中共中央办公厅调研室（副部级）

#### 中共中央宣传部代管的事业单位
- 中国日报社（副部级）
- 中国外文出版发行事业局（副部级）
- 经济日报社（副部级）

### 中央决策议事协调机构的单设办事机构
- 中央空中交通管理委员会办公室

## 中华人民共和国主席
- 中华人民共和国主席办公室（副部级）

## 全国人大机关
根据《中华人民共和国全国人民代表大会组织法》第二条的规定，中华人民共和国全国人民代表大会（简称“全国人大”，正国级）是最高国家权力机关，其常设机关是中华人民共和国全国人民代表大会常务委员会（简称“全国人大常委会”，正国级）。
该法第三十条规定，全国人大设立专门委员会，各专门委员会受全国人大领导；在全国人大闭会期间，受全国人大常委会领导。根据该法第二十六、二十七、二十八条的规定，全国人大常委会设立办公厅、代表资格审查委员会、若干工作委员会以及香港、澳门基本法委员会，作为全国人大常委会的工作机构。

### 全国人民代表大会专门委员会
- 全国人民代表大会民族委员会
- 全国人民代表大会宪法和法律委员会
- 全国人民代表大会监察和司法委员会
- 全国人民代表大会财政经济委员会
- 全国人民代表大会教育科学文化卫生委员会
- 全国人民代表大会外事委员会
- 全国人民代表大会华侨委员会
- 全国人民代表大会环境与资源保护委员会
- 全国人民代表大会农业与农村委员会
- 全国人民代表大会社会建设委员会

### 全国人民代表大会常务委员会工作机构
- 全国人民代表大会常务委员会办公厅
- 全国人民代表大会常务委员会法制工作委员会
- 全国人民代表大会常务委员会预算工作委员会
- 全国人民代表大会常务委员会香港特别行政区基本法委员会
- 全国人民代表大会常务委员会澳门特别行政区基本法委员会
- 全国人民代表大会常务委员会代表工作委员会（副部级）

（全国人大常委会代表工作委员会承担全国人民代表大会常务委员会代表资格审查委员会具体工作。）

#### 全国人大常委会办公厅内设机构
- 全国人民代表大会常务委员会办公厅研究室（副部级）

## 国务院机关
根据《中华人民共和国国务院组织法》第二条的规定，中华人民共和国国务院（简称“国务院”，正国级），即中央人民政府，是最高国家权力机关的执行机关，是最高国家行政机关。《国务院行政机构设置和编制管理条例》第六条规定，国务院行政机构根据职能分为国务院办公厅、国务院组成部门、国务院直属机构、国务院办事机构、国务院组成部门管理的国家行政机构和国务院议事协调机构。

### 国务院办公厅
- 中华人民共和国国务院办公厅[註 3]

### 国务院组成部门
- 中华人民共和国外交部[註 3]
- 中华人民共和国国防部
- 中华人民共和国国家发展和改革委员会
- 中华人民共和国教育部
- 中华人民共和国科学技术部
- 中华人民共和国工业和信息化部
- 中华人民共和国国家民族事务委员会
- 中华人民共和国公安部[註 3]
- 中华人民共和国国家安全部
- 中华人民共和国民政部
- 中华人民共和国司法部
- 中华人民共和国财政部
- 中华人民共和国人力资源和社会保障部
- 中华人民共和国自然资源部
- 中华人民共和国生态环境部
- 中华人民共和国住房和城乡建设部
- 中华人民共和国交通运输部
- 中华人民共和国水利部
- 中华人民共和国农业农村部
- 中华人民共和国商务部
- 中华人民共和国文化和旅游部
- 中华人民共和国国家卫生健康委员会
- 中华人民共和国退役军人事务部
- 中华人民共和国应急管理部
- 中国人民银行
- 中华人民共和国审计署

（教育部对外保留国家语言文字工作委员会牌子。工业和信息化部对外保留国家航天局、国家原子能机构牌子。人力资源和社会保障部加挂国家外国专家局牌子。自然资源部对外保留国家海洋局牌子。生态环境部对外保留国家核安全局牌子。农业农村部加挂国家乡村振兴局牌子。）

### 国务院直属特设机构
- 国务院国有资产监督管理委员会

### 国务院直属机构
- 中华人民共和国海关总署
- 国家税务总局
- 国家市场监督管理总局
- 国家金融监督管理总局
- 中国证券监督管理委员会
- 国家广播电视总局
- 国家体育总局
- 国家信访局（副部级）
- 国家统计局（副部级）
- 国家知识产权局（副部级）
- 国家国际发展合作署（副部级）
- 国家医疗保障局（副部级）
- 国务院参事室（副部级）
- 国家机关事务管理局（副部级）

（国家市场监督管理总局对外保留国家反垄断局、国家认证认可监督管理委员会、国家标准化管理委员会牌子。国家新闻出版署（国家版权局）在中央宣传部加挂牌子，由中央宣传部承担相关职责。国家宗教事务局在中央统战部加挂牌子，由中央统战部承担相关职责。）

### 国务院办事机构
- 国务院研究室

（国务院侨务办公室在中央统战部加挂牌子，由中央统战部承担相关职责。国务院港澳事务办公室在中共中央港澳工作办公室加挂牌子，由中共中央港澳工作办公室承担相关职责。国务院台湾事务办公室与中共中央台湾工作办公室、国家互联网信息办公室与中央网络安全和信息化委员会办公室，一个机构两块牌子，列入中共中央直属机构序列。国务院新闻办公室在中央宣传部加挂牌子，由中央宣传部承担相关职责。）

### 国务院直属事业单位
- 新华通讯社
- 中国科学院
- 中国社会科学院
- 中国工程院
- 国务院发展研究中心
- 中央广播电视总台
- 中国气象局（副部级）

（国家行政学院与中共中央党校，一个机构两块牌子，作为中共中央直属事业单位。）

### 国务院部委管理的国家局
- 国家粮食和物资储备局（副部级）
- 国家能源局（副部级）
- 国家数据局（副部级）
- 国家国防科技工业局（副部级）
- 国家烟草专卖局（副部级）
- 国家移民管理局（副部级）
- 国家林业和草原局（副部级）
- 国家铁路局（副部级）
- 中国民用航空局（副部级）
- 国家邮政局（副部级）
- 国家文物局（副部级）
- 国家中医药管理局（副部级）
- 国家疾病预防控制局（副部级）
- 国家矿山安全监察局（副部级）
- 国家消防救援局（副部级）
- 国家外汇管理局（副部级）
- 国家药品监督管理局（副部级）

（国家移民管理局加挂中华人民共和国出入境管理局牌子。国家林业和草原局加挂国家公园管理局牌子。国家公务员局在中央组织部加挂牌子，由中央组织部承担相关职责。国家档案局与中央档案馆、国家保密局与中央保密委员会办公室、国家密码管理局与中央密码工作领导小组办公室，一个机构两块牌子，列入中共中央直属机关的下属机构序列。）

### 国务院部委管理的事业单位
- 国家自然科学基金委员会（副部级）
- 科技日报社（副部级）
- 中国老龄协会（副部级）
- 中国地质调查局（副部级）
- 中国地震局（副部级）

### 国家计划单列单位
- 新疆生产建设兵团（副部級）
- 中国工程物理研究院（副部級）

### 其他机构
- 中华全国供销合作总社

### 国务院部门所属机构

#### 外交部派出机构
- 中华人民共和国驻美利坚合众国大使馆（副部级）
- 中华人民共和国驻俄罗斯联邦大使馆（副部级）
- 中华人民共和国驻大不列颠及北爱尔兰联合王国大使馆（副部级）
- 中华人民共和国驻法兰西共和国大使馆（副部级）
- 中华人民共和国驻德意志联邦共和国大使馆（副部级）
- 中华人民共和国驻日本国大使馆（副部级）
- 中华人民共和国驻朝鲜民主主义人民共和国大使馆（副部级）
- 中华人民共和国驻印度共和国大使馆（副部级）
- 中华人民共和国驻巴西联邦共和国大使馆（副部级）
- 中华人民共和国驻南非共和国大使馆（副部级）
- 中华人民共和国驻阿拉伯埃及共和国大使馆（副部级）
- 中华人民共和国常驻联合国代表团（副部级）
- 中华人民共和国常驻联合国日内瓦办事处和瑞士其他国际组织代表团（副部级）
- 中华人民共和国驻欧盟使团（副部级）
- 中华人民共和国常驻世界贸易组织代表团（副部级）
- 中华人民共和国外交部驻香港特别行政区特派员公署（副部级）
- 中华人民共和国外交部驻澳门特别行政区特派员公署（副部级）

#### 公安部内设机构
- 公安部政治部（副部级）

#### 国家安全部内设机构
- 国家安全部政治部（副部级）

#### 司法部内设机构
- 司法部政治部（副部级）

#### 水利部直属事业单位
- 水利部长江水利委员会（副部级）
- 水利部黄河水利委员会（副部级）

#### 应急管理部内设机构
- 应急管理部政治部（副部级）

#### 中国人民银行派出机构
- 中国人民银行上海总部（副部级）

#### 海关总署内设机构
- 海关总署政治部（副部级）

#### 国家知识产权局直属事业单位
- 国家知识产权局专利局（副部级）

#### 中国社会科学院所属事业单位
- 当代中国研究所（副部级）[13]

## 全国政协机关
根据《中国人民政治协商会议章程》，设立中国人民政治协商会议全国委员会（简称“全国政协”，正国级）及中国人民政治协商会议全国委员会常务委员会（简称“全国政协常委会”，正国级）。该章程第四十八、四十九条规定，中国人民政治协商会议全国委员会设立办公厅，在秘书长领导下进行工作；并根据工作需要，设立若干专门委员会及其他工作机构。专门委员会在常务委员会和主席会议领导下进行工作，发挥基础性作用。

### 全国政协专门委员会
- 中国人民政治协商会议全国委员会提案委员会
- 中国人民政治协商会议全国委员会经济委员会
- 中国人民政治协商会议全国委员会农业和农村委员会
- 中国人民政治协商会议全国委员会人口资源环境委员会
- 中国人民政治协商会议全国委员会教科卫体委员会
- 中国人民政治协商会议全国委员会社会和法制委员会
- 中国人民政治协商会议全国委员会民族和宗教委员会
- 中国人民政治协商会议全国委员会港澳台侨委员会
- 中国人民政治协商会议全国委员会外事委员会
- 中国人民政治协商会议全国委员会文化文史和学习委员会

### 全国政协工作机构
- 中国人民政治协商会议全国委员会办公厅[註 3]

#### 全国政协办公厅内设机构
- 中国人民政治协商会议全国委员会办公厅研究室（副部级）

## 中央纪委国家监委机关
根据《中国共产党纪律检查委员会工作条例》第五、七条及《中华人民共和国监察法》第七条的规定，设置中国共产党中央纪律检查委员会（简称“中共中央纪委”，副国级）、中华人民共和国国家监察委员会（简称“国家监委”，副国级），在中共中央领导下进行工作，履行中国共产党的最高纪律检查机关、国家最高监察机关职责。中共中央纪委与国家监委合署办公，实行一套工作机构、两个机关名称，履行中国共产党党内纪律检查和国家监察两项职责。

### 中央纪委国家监委派出机构
- 中央纪律检查委员会国家监察委员会中央和国家机关纪检监察工作委员会（副部级）
- 中央纪律检查委员会国家监察委员会中央金融纪检监察工作委员会（副部级）

### 中央纪委国家监委派驻机构
- 中央纪律检查委员会国家监察委员会驻国务院办公厅纪检监察组（副部级）
- 中央纪律检查委员会国家监察委员会驻中央办公厅纪检监察组（副部级）
- 中央纪律检查委员会国家监察委员会驻中央组织部纪检监察组（副部级）
- 中央纪律检查委员会国家监察委员会驻中央宣传部纪检监察组（副部级）
- 中央纪律检查委员会国家监察委员会驻中央统一战线工作部纪检监察组（副部级）
- 中央纪律检查委员会国家监察委员会驻中央社会工作部纪检监察组（副部级）
- 中央纪律检查委员会国家监察委员会驻中央外事工作委员会办公室纪检监察组（副部级）
- 中央纪律检查委员会国家监察委员会驻最高人民检察院纪检监察组（副部级）
- 中央纪律检查委员会国家监察委员会驻最高人民法院纪检监察组（副部级）
- 中央纪律检查委员会国家监察委员会驻外交部纪检监察组（副部级）
- 中央纪律检查委员会国家监察委员会驻国家发展和改革委员会纪检监察组（副部级）
- 中央纪律检查委员会国家监察委员会驻教育部纪检监察组（副部级）
- 中央纪律检查委员会国家监察委员会驻科学技术部纪检监察组（副部级）
- 中央纪律检查委员会国家监察委员会驻工业和信息化部纪检监察组（副部级）
- 中央纪律检查委员会国家监察委员会驻公安部纪检监察组（副部级）
- 中央纪律检查委员会国家监察委员会驻国家安全部纪检监察组（副部级）
- 中央纪律检查委员会国家监察委员会驻民政部纪检监察组（副部级）
- 中央纪律检查委员会国家监察委员会驻司法部纪检监察组（副部级）
- 中央纪律检查委员会国家监察委员会驻财政部纪检监察组（副部级）
- 中央纪律检查委员会国家监察委员会驻人力资源和社会保障部纪检监察组（副部级）
- 中央纪律检查委员会国家监察委员会驻自然资源部纪检监察组（副部级）
- 中央纪律检查委员会国家监察委员会驻生态环境部纪检监察组（副部级）
- 中央纪律检查委员会国家监察委员会驻住房和城乡建设部纪检监察组（副部级）
- 中央纪律检查委员会国家监察委员会驻交通运输部纪检监察组（副部级）
- 中央纪律检查委员会国家监察委员会驻水利部纪检监察组（副部级）
- 中央纪律检查委员会国家监察委员会驻农业农村部纪检监察组（副部级）
- 中央纪律检查委员会国家监察委员会驻商务部纪检监察组（副部级）
- 中央纪律检查委员会国家监察委员会驻文化和旅游部纪检监察组（副部级）
- 中央纪律检查委员会国家监察委员会驻国家卫生健康委员会纪检监察组（副部级）
- 中央纪律检查委员会国家监察委员会驻退役军人事务部纪检监察组（副部级）
- 中央纪律检查委员会国家监察委员会驻应急管理部纪检监察组（副部级）
- 中央纪律检查委员会国家监察委员会驻中国人民银行纪检监察组（副部级）
- 中央纪律检查委员会国家监察委员会驻审计署纪检监察组（副部级）
- 中央纪律检查委员会国家监察委员会驻国务院国有资产监督管理委员会纪检监察组（副部级）
- 中央纪律检查委员会国家监察委员会驻海关总署纪检监察组（副部级）
- 中央纪律检查委员会国家监察委员会驻国家税务总局纪检监察组（副部级）
- 中央纪律检查委员会国家监察委员会驻国家市场监督管理总局纪检监察组（副部级）
- 中央纪律检查委员会国家监察委员会驻国家体育总局纪检监察组（副部级）
- 中央纪律检查委员会国家监察委员会驻国家金融监督管理总局纪检监察组（副部级）
- 中央纪律检查委员会国家监察委员会驻中国证券监督管理委员会纪检监察组（副部级）
- 中央纪律检查委员会国家监察委员会驻中共中央港澳工作办公室纪检监察组（副部级）
- 中央纪律检查委员会国家监察委员会驻人民日报社纪检监察组（副部级）
- 中央纪律检查委员会国家监察委员会驻中国科学院纪检监察组（副部级）
- 中央纪律检查委员会国家监察委员会驻中国社会科学院纪检监察组（副部级）
- 中央纪律检查委员会国家监察委员会驻中华全国总工会机关纪检监察组（副部级）
- 中央纪律检查委员会国家监察委员会驻中华全国供销合作总社纪检监察组（副部级）

## 最高人民法院机关
根据《中华人民共和国人民法院组织法》第十条的规定，中华人民共和国最高人民法院（简称“最高法”，副国级）是最高审判机关，最高人民法院监督地方各级人民法院和专门人民法院的审判工作。

### 最高人民法院内设机构
- 最高人民法院政治部（副部级）

## 最高人民检察院机关
根据《中华人民共和国人民检察院组织法》第十条的规定，中华人民共和国最高人民检察院（简称“最高检”，副国级）是最高检察机关，最高人民检察院领导地方各级人民检察院和专门人民检察院的工作。

### 最高人民检察院内设机构
- 最高人民检察院政治部（副部级）

## 民主党派和群众团体机关
《公务员范围规定》第八条规定，各民主党派和工商联的各级机关中除工勤人员以外的工作人员列入公务员范围。《工会、共青团、妇联等人民团体和群众团体机关参照〈中华人民共和国公务员法〉管理的意见》（组通字〔2006〕28号）规定，中华全国总工会等21个人民团体（群众团体）机关中除工勤人员以外的机关工作人员，列入参照《中华人民共和国公务员法》管理范围。

### 民主党派中央机关
- 中国国民党革命委员会中央委员会[註 3]
- 中国民主同盟中央委员会[註 3]
- 中国民主建国会中央委员会[註 3]
- 中国民主促进会中央委员会[註 3]
- 中国农工民主党中央委员会[註 3]
- 中国致公党中央委员会[註 3]
- 九三学社中央委员会[註 3]
- 台湾民主自治同盟中央委员会[註 3]

### 群众团体机关
- 中华全国总工会[註 3]
- 中国共产主义青年团中央委员会
- 中华全国妇女联合会[註 3]
- 中国文学艺术界联合会[註 3]
- 中国作家协会
- 中国科学技术协会[註 3]
- 中华全国归国华侨联合会
- 中国法学会[註 3]
- 中华全国工商业联合会[註 3]
- 中国人民对外友好协会（副部级）
- 中华全国新闻工作者协会（副部级）
- 中华全国台湾同胞联谊会（副部级）
- 中国国际贸易促进委员会（中国国际商会）（副部级）
- 中国残疾人联合会（副部级）
- 中国红十字会总会（副部级）
- 中国人民外交学会（副部级）
- 中国宋庆龄基金会（副部级）
- 中国计划生育协会（副部级）

## 地方机关
《中国共产党机构编制工作条例》第十四条规定，“地方党政机构设置实行限额管理，各级机构限额由党中央统一规定。地方党委提出机构编制事项申请，报上一级机构编制委员会审批，重大事项由上一级机构编制委员会审核后报本级党委审批。”《〈中国共产党机构编制工作条例〉释义》指出，“根据《中共中央办公厅国务院办公厅关于严格控制机构编制的通知》要求，各地设立副厅局级及以上机构，必须报中央机构编制部门审批。《条例》进一步明确了地方正、副厅局级事业单位的审批权限在中央:38-48。”
香港特别行政区、澳门特别行政区的行政、立法、司法机构因未确定行政级别，故不计入本表。

### 中国共产党地方组织
省级行政区党委
- 中国共产党北京市委员会[註 3]
- 中国共产党天津市委员会[註 3]
- 中国共产党河北省委员会
- 中国共产党山西省委员会
- 中国共产党内蒙古自治区委员会
- 中国共产党辽宁省委员会
- 中国共产党吉林省委员会
- 中国共产党黑龙江省委员会
- 中国共产党上海市委员会[註 3]
- 中国共产党江苏省委员会
- 中国共产党浙江省委员会
- 中国共产党安徽省委员会
- 中国共产党福建省委员会
- 中国共产党江西省委员会
- 中国共产党山东省委员会
- 中国共产党河南省委员会
- 中国共产党湖北省委员会
- 中国共产党湖南省委员会
- 中国共产党广东省委员会[註 3]
- 中国共产党广西壮族自治区委员会
- 中国共产党海南省委员会
- 中国共产党重庆市委员会[註 3]
- 中国共产党四川省委员会
- 中国共产党贵州省委员会
- 中国共产党云南省委员会
- 中国共产党西藏自治区委员会
- 中国共产党陕西省委员会
- 中国共产党甘肃省委员会
- 中国共产党青海省委员会
- 中国共产党宁夏回族自治区委员会
- 中国共产党新疆维吾尔自治区委员会

副省级市党委
- 中国共产党沈阳市委员会（副省级）
- 中国共产党大连市委员会（副省级）
- 中国共产党长春市委员会（副省级）
- 中国共产党哈尔滨市委员会（副省级）
- 中国共产党南京市委员会（副省级）
- 中国共产党杭州市委员会（副省级）
- 中国共产党宁波市委员会（副省级）
- 中国共产党厦门市委员会（副省级）
- 中国共产党济南市委员会（副省级）
- 中国共产党青岛市委员会（副省级）
- 中国共产党武汉市委员会（副省级）
- 中国共产党广州市委员会（副省级）
- 中国共产党深圳市委员会（副省级）
- 中国共产党成都市委员会（副省级）
- 中国共产党西安市委员会（副省级）

#### 地方纪律检查机关
省级行政区纪律检查机关
- 中国共产党北京市纪律检查委员会（副省级）
- 中国共产党天津市纪律检查委员会（副省级）
- 中国共产党河北省纪律检查委员会（副省级）
- 中国共产党山西省纪律检查委员会（副省级）
- 中国共产党内蒙古自治区纪律检查委员会（副省级）
- 中国共产党辽宁省纪律检查委员会（副省级）
- 中国共产党吉林省纪律检查委员会（副省级）
- 中国共产党黑龙江省纪律检查委员会（副省级）
- 中国共产党上海市纪律检查委员会（副省级）
- 中国共产党江苏省纪律检查委员会（副省级）
- 中国共产党浙江省纪律检查委员会（副省级）
- 中国共产党安徽省纪律检查委员会（副省级）
- 中国共产党福建省纪律检查委员会（副省级）
- 中国共产党江西省纪律检查委员会（副省级）
- 中国共产党山东省纪律检查委员会（副省级）
- 中国共产党河南省纪律检查委员会（副省级）
- 中国共产党湖北省纪律检查委员会（副省级）
- 中国共产党湖南省纪律检查委员会（副省级）
- 中国共产党广东省纪律检查委员会（副省级）
- 中国共产党广西壮族自治区纪律检查委员会（副省级）
- 中国共产党海南省纪律检查委员会（副省级）
- 中国共产党重庆市纪律检查委员会（副省级）
- 中国共产党四川省纪律检查委员会（副省级）
- 中国共产党贵州省纪律检查委员会（副省级）
- 中国共产党云南省纪律检查委员会（副省级）
- 中国共产党西藏自治区纪律检查委员会（副省级）
- 中国共产党陕西省纪律检查委员会（副省级）
- 中国共产党甘肃省纪律检查委员会（副省级）
- 中国共产党青海省纪律检查委员会（副省级）
- 中国共产党宁夏回族自治区纪律检查委员会（副省级）
- 中国共产党新疆维吾尔自治区纪律检查委员会（副省级）

### 地方人民代表大会及其常务委员会
省级行政区人民代表大会
- 北京市人民代表大会
- 天津市人民代表大会
- 河北省人民代表大会
- 山西省人民代表大会
- 内蒙古自治区人民代表大会
- 辽宁省人民代表大会
- 吉林省人民代表大会
- 黑龙江省人民代表大会
- 上海市人民代表大会
- 江苏省人民代表大会
- 浙江省人民代表大会
- 安徽省人民代表大会
- 福建省人民代表大会
- 江西省人民代表大会
- 山东省人民代表大会
- 河南省人民代表大会
- 湖北省人民代表大会
- 湖南省人民代表大会
- 广东省人民代表大会
- 广西壮族自治区人民代表大会
- 海南省人民代表大会
- 重庆市人民代表大会
- 四川省人民代表大会
- 贵州省人民代表大会
- 云南省人民代表大会
- 西藏自治区人民代表大会
- 陕西省人民代表大会
- 甘肃省人民代表大会
- 青海省人民代表大会
- 宁夏回族自治区人民代表大会
- 新疆维吾尔自治区人民代表大会

省级行政区人民代表大会常务委员会
- 北京市人民代表大会常务委员会
- 天津市人民代表大会常务委员会
- 河北省人民代表大会常务委员会
- 山西省人民代表大会常务委员会
- 内蒙古自治区人民代表大会常务委员会
- 辽宁省人民代表大会常务委员会
- 吉林省人民代表大会常务委员会
- 黑龙江省人民代表大会常务委员会
- 上海市人民代表大会常务委员会
- 江苏省人民代表大会常务委员会
- 浙江省人民代表大会常务委员会
- 安徽省人民代表大会常务委员会
- 福建省人民代表大会常务委员会
- 江西省人民代表大会常务委员会
- 山东省人民代表大会常务委员会
- 河南省人民代表大会常务委员会
- 湖北省人民代表大会常务委员会
- 湖南省人民代表大会常务委员会
- 广东省人民代表大会常务委员会
- 广西壮族自治区人民代表大会常务委员会
- 海南省人民代表大会常务委员会
- 重庆市人民代表大会常务委员会
- 四川省人民代表大会常务委员会
- 贵州省人民代表大会常务委员会
- 云南省人民代表大会常务委员会
- 西藏自治区人民代表大会常务委员会
- 陕西省人民代表大会常务委员会
- 甘肃省人民代表大会常务委员会
- 青海省人民代表大会常务委员会
- 宁夏回族自治区人民代表大会常务委员会
- 新疆维吾尔自治区人民代表大会常务委员会

副省级市人民代表大会
- 沈阳市人民代表大会（副省级）
- 大连市人民代表大会（副省级）
- 长春市人民代表大会（副省级）
- 哈尔滨市人民代表大会（副省级）
- 南京市人民代表大会（副省级）
- 杭州市人民代表大会（副省级）
- 宁波市人民代表大会（副省级）
- 厦门市人民代表大会（副省级）
- 济南市人民代表大会（副省级）
- 青岛市人民代表大会（副省级）
- 武汉市人民代表大会（副省级）
- 广州市人民代表大会（副省级）
- 深圳市人民代表大会（副省级）
- 成都市人民代表大会（副省级）
- 西安市人民代表大会（副省级）

副省级市人民代表大会常务委员会
- 沈阳市人民代表大会常务委员会（副省级）
- 大连市人民代表大会常务委员会（副省级）
- 长春市人民代表大会常务委员会（副省级）
- 哈尔滨市人民代表大会常务委员会（副省级）
- 南京市人民代表大会常务委员会（副省级）
- 杭州市人民代表大会常务委员会（副省级）
- 宁波市人民代表大会常务委员会（副省级）
- 厦门市人民代表大会常务委员会（副省级）
- 济南市人民代表大会常务委员会（副省级）
- 青岛市人民代表大会常务委员会（副省级）
- 武汉市人民代表大会常务委员会（副省级）
- 广州市人民代表大会常务委员会（副省级）
- 深圳市人民代表大会常务委员会（副省级）
- 成都市人民代表大会常务委员会（副省级）
- 西安市人民代表大会常务委员会（副省级）

### 地方人民政府
省级行政区人民政府
- 北京市人民政府
- 天津市人民政府
- 河北省人民政府
- 山西省人民政府
- 内蒙古自治区人民政府
- 辽宁省人民政府
- 吉林省人民政府
- 黑龙江省人民政府
- 上海市人民政府
- 江苏省人民政府
- 浙江省人民政府
- 安徽省人民政府
- 福建省人民政府
- 江西省人民政府
- 山东省人民政府
- 河南省人民政府
- 湖北省人民政府
- 湖南省人民政府
- 广东省人民政府
- 广西壮族自治区人民政府
- 海南省人民政府
- 重庆市人民政府
- 四川省人民政府
- 贵州省人民政府
- 云南省人民政府
- 西藏自治区人民政府
- 陕西省人民政府
- 甘肃省人民政府
- 青海省人民政府
- 宁夏回族自治区人民政府
- 新疆维吾尔自治区人民政府

副省级市人民政府
- 沈阳市人民政府（副省级）
- 大连市人民政府（副省级）
- 长春市人民政府（副省级）
- 哈尔滨市人民政府（副省级）
- 南京市人民政府（副省级）
- 杭州市人民政府（副省级）
- 宁波市人民政府（副省级）
- 厦门市人民政府（副省级）
- 济南市人民政府（副省级）
- 青岛市人民政府（副省级）
- 武汉市人民政府（副省级）
- 广州市人民政府（副省级）
- 深圳市人民政府（副省级）
- 成都市人民政府（副省级）
- 西安市人民政府（副省级）

### 地方监察委员会
省级行政区监察委员会
- 北京市监察委员会（副省级）
- 天津市监察委员会（副省级）
- 河北省监察委员会（副省级）
- 山西省监察委员会（副省级）
- 内蒙古自治区监察委员会（副省级）
- 辽宁省监察委员会（副省级）
- 吉林省监察委员会（副省级）
- 黑龙江省监察委员会（副省级）
- 上海市监察委员会（副省级）
- 江苏省监察委员会（副省级）
- 浙江省监察委员会（副省级）
- 安徽省监察委员会（副省级）
- 福建省监察委员会（副省级）
- 江西省监察委员会（副省级）
- 山东省监察委员会（副省级）
- 河南省监察委员会（副省级）
- 湖北省监察委员会（副省级）
- 湖南省监察委员会（副省级）
- 广东省监察委员会（副省级）
- 广西壮族自治区监察委员会（副省级）
- 海南省监察委员会（副省级）
- 重庆市监察委员会（副省级）
- 四川省监察委员会（副省级）
- 贵州省监察委员会（副省级）
- 云南省监察委员会（副省级）
- 西藏自治区监察委员会（副省级）
- 陕西省监察委员会（副省级）
- 甘肃省监察委员会（副省级）
- 青海省监察委员会（副省级）
- 宁夏回族自治区监察委员会（副省级）
- 新疆维吾尔自治区监察委员会（副省级）

### 高级人民法院
- 北京市高级人民法院（副省级）
- 天津市高级人民法院（副省级）
- 河北省高级人民法院（副省级）
- 山西省高级人民法院（副省级）
- 内蒙古自治区高级人民法院（副省级）
- 辽宁省高级人民法院（副省级）
- 吉林省高级人民法院（副省级）
- 黑龙江省高级人民法院（副省级）
- 上海市高级人民法院（副省级）
- 江苏省高级人民法院（副省级）
- 浙江省高级人民法院（副省级）
- 安徽省高级人民法院（副省级）
- 福建省高级人民法院（副省级）
- 江西省高级人民法院（副省级）
- 山东省高级人民法院（副省级）
- 河南省高级人民法院（副省级）
- 湖北省高级人民法院（副省级）
- 湖南省高级人民法院（副省级）
- 广东省高级人民法院（副省级）
- 广西壮族自治区高级人民法院（副省级）
- 海南省高级人民法院（副省级）
- 重庆市高级人民法院（副省级）
- 四川省高级人民法院（副省级）
- 贵州省高级人民法院（副省级）
- 云南省高级人民法院（副省级）
- 西藏自治区高级人民法院（副省级）
- 陕西省高级人民法院（副省级）
- 甘肃省高级人民法院（副省级）
- 青海省高级人民法院（副省级）
- 宁夏回族自治区高级人民法院（副省级）
- 新疆维吾尔自治区高级人民法院（副省级）

### 省级人民检察院
- 北京市人民检察院（副省级）
- 天津市人民检察院（副省级）
- 河北省人民检察院（副省级）
- 山西省人民检察院（副省级）
- 内蒙古自治区人民检察院（副省级）
- 辽宁省人民检察院（副省级）
- 吉林省人民检察院（副省级）
- 黑龙江省人民检察院（副省级）
- 上海市人民检察院（副省级）
- 江苏省人民检察院（副省级）
- 浙江省人民检察院（副省级）
- 安徽省人民检察院（副省级）
- 福建省人民检察院（副省级）
- 江西省人民检察院（副省级）
- 山东省人民检察院（副省级）
- 河南省人民检察院（副省级）
- 湖北省人民检察院（副省级）
- 湖南省人民检察院（副省级）
- 广东省人民检察院（副省级）
- 广西壮族自治区人民检察院（副省级）
- 海南省人民检察院（副省级）
- 重庆市人民检察院（副省级）
- 四川省人民检察院（副省级）
- 贵州省人民检察院（副省级）
- 云南省人民检察院（副省级）
- 西藏自治区人民检察院（副省级）
- 陕西省人民检察院（副省级）
- 甘肃省人民检察院（副省级）
- 青海省人民检察院（副省级）
- 宁夏回族自治区人民检察院（副省级）
- 新疆维吾尔自治区人民检察院（副省级）

### 政协地方委员会
政协省级行政区委员会
- 中国人民政治协商会议北京市委员会
- 中国人民政治协商会议天津市委员会
- 中国人民政治协商会议河北省委员会
- 中国人民政治协商会议山西省委员会
- 中国人民政治协商会议内蒙古自治区委员会
- 中国人民政治协商会议辽宁省委员会
- 中国人民政治协商会议吉林省委员会
- 中国人民政治协商会议黑龙江省委员会
- 中国人民政治协商会议上海市委员会
- 中国人民政治协商会议江苏省委员会
- 中国人民政治协商会议浙江省委员会
- 中国人民政治协商会议安徽省委员会
- 中国人民政治协商会议福建省委员会
- 中国人民政治协商会议江西省委员会
- 中国人民政治协商会议山东省委员会
- 中国人民政治协商会议河南省委员会
- 中国人民政治协商会议湖北省委员会
- 中国人民政治协商会议湖南省委员会
- 中国人民政治协商会议广东省委员会
- 中国人民政治协商会议广西壮族自治区委员会
- 中国人民政治协商会议海南省委员会
- 中国人民政治协商会议重庆市委员会
- 中国人民政治协商会议四川省委员会
- 中国人民政治协商会议贵州省委员会
- 中国人民政治协商会议云南省委员会
- 中国人民政治协商会议西藏自治区委员会[註 3]
- 中国人民政治协商会议陕西省委员会
- 中国人民政治协商会议甘肃省委员会
- 中国人民政治协商会议青海省委员会
- 中国人民政治协商会议宁夏回族自治区委员会
- 中国人民政治协商会议新疆维吾尔自治区委员会

政协副省级市委员会
- 中国人民政治协商会议沈阳市委员会（副省级）
- 中国人民政治协商会议大连市委员会（副省级）
- 中国人民政治协商会议长春市委员会（副省级）
- 中国人民政治协商会议哈尔滨市委员会（副省级）
- 中国人民政治协商会议南京市委员会（副省级）
- 中国人民政治协商会议杭州市委员会（副省级）
- 中国人民政治协商会议宁波市委员会（副省级）
- 中国人民政治协商会议厦门市委员会（副省级）
- 中国人民政治协商会议济南市委员会（副省级）
- 中国人民政治协商会议青岛市委员会（副省级）
- 中国人民政治协商会议武汉市委员会（副省级）
- 中国人民政治协商会议广州市委员会（副省级）
- 中国人民政治协商会议深圳市委员会（副省级）
- 中国人民政治协商会议成都市委员会（副省级）
- 中国人民政治协商会议西安市委员会（副省级）

## 附：解放军和武警部队正、副战区级机构
中国共产党中央军事委员会（简称“中共中央军委”，正国级）和中华人民共和国中央军事委员会（简称“国家中央军委”，正国级），合称“中央军事委员会”（合简称“中央军委”），一个机构两块牌子。根据《中国共产党中央委员会工作条例》第十一条、《中华人民共和国国防法》第十五条的规定，中央军委在中共中央领导下，领导全国武装力量，履行中国共产党和中华人民共和国的最高军事领导机关职责。
《中国共产党机构编制工作条例》第三十一条规定，“中国人民解放军和中国人民武装警察部队的编制工作，按照中央军事委员会有关规定执行。”《〈中国共产党机构编制工作条例〉释义》指出，“考虑到军队编制工作的特殊性，本条明确军队编制工作按照中央军事委员会有关规定执行:138。”此处列举正、副战区级机构名单供参考。

### 军委职能部门
- 中央军事委员会办公厅（副战区级）
- 中央军事委员会联合参谋部（正战区级）
- 中央军事委员会政治工作部（正战区级）
- 中央军事委员会后勤保障部（副战区级）
- 中央军事委员会装备发展部（副战区级）
- 中央军事委员会训练管理部（副战区级）
- 中央军事委员会国防动员部（副战区级）
- 中央军事委员会纪律检查委员会（正战区级）
- 中央军事委员会政法委员会（副战区级）
- 中央军事委员会科学技术委员会（副战区级）

### 联指中心
- 中央军委联合作战指挥中心（正战区级）

### 战区机关
- 中国人民解放军东部战区（正战区级）
- 中国人民解放军西部战区（正战区级）
- 中国人民解放军南部战区（正战区级）
- 中国人民解放军北部战区（正战区级）
- 中国人民解放军中部战区（正战区级）

### 军种机关
- 中国人民解放军陆军（正战区级）
- 中国人民解放军海军（正战区级）
- 中国人民解放军空军（正战区级）
- 中国人民解放军火箭军（正战区级）

### 直属兵种机关
- 中国人民解放军网络空间部队（副战区级）
- 中国人民解放军军事航天部队（副战区级）
- 中国人民解放军信息支援部队（副战区级）
- 中国人民解放军联勤保障部队（副战区级）

### 军委直属院校和科研机构
- 中国人民解放军国防大学（副战区级）
- 中国人民解放军军事科学院（副战区级）

### 武警总部机关
- 中国人民武装警察部队（正战区级）

### 战区级机关所属机构
战区机关职能部门
- 中国人民解放军东部战区联合参谋部（副战区级）
- 中国人民解放军东部战区政治工作部（副战区级）
- 中国人民解放军南部战区联合参谋部（副战区级）
- 中国人民解放军南部战区政治工作部（副战区级）
- 中国人民解放军西部战区联合参谋部（副战区级）
- 中国人民解放军西部战区政治工作部（副战区级）
- 中国人民解放军北部战区联合参谋部（副战区级）
- 中国人民解放军北部战区政治工作部（副战区级）
- 中国人民解放军中部战区联合参谋部（副战区级）
- 中国人民解放军中部战区政治工作部（副战区级）

军种机关职能部门
- 中国人民解放军陆军参谋部（副战区级）
- 中国人民解放军陆军政治工作部（副战区级）
- 中国人民解放军陆军纪律检查委员会（副战区级）
- 中国人民解放军海军参谋部（副战区级）
- 中国人民解放军海军政治工作部（副战区级）
- 中国人民解放军海军纪律检查委员会（副战区级）
- 中国人民解放军空军参谋部（副战区级）
- 中国人民解放军空军政治工作部（副战区级）
- 中国人民解放军空军纪律检查委员会（副战区级）
- 中国人民解放军火箭军参谋部（副战区级）
- 中国人民解放军火箭军政治工作部（副战区级）
- 中国人民解放军火箭军纪律检查委员会（副战区级）
- 中国人民武装警察部队参谋部（副战区级）
- 中国人民武装警察部队政治工作部（副战区级）

战区军种机关
- 中国人民解放军东部战区陆军（副战区级）
- 中国人民解放军南部战区陆军（副战区级）
- 中国人民解放军西部战区陆军（副战区级）
- 中国人民解放军北部战区陆军（副战区级）
- 中国人民解放军中部战区陆军（副战区级）
- 中国人民解放军北部战区海军（副战区级）
- 中国人民解放军东部战区海军（副战区级）
- 中国人民解放军南部战区海军（副战区级）
- 中国人民解放军东部战区空军（副战区级）
- 中国人民解放军南部战区空军（副战区级）
- 中国人民解放军西部战区空军（副战区级）
- 中国人民解放军北部战区空军（副战区级）
- 中国人民解放军中部战区空军（副战区级）

省级军区
- 中国人民解放军新疆军区（副战区级）
- 中国人民解放军西藏军区（副战区级）